# Lagstiftande kåren
Lagstiftande kåren (franska le corps législatif) var under åtskilliga tider namn på hela eller en del av den franska folkrepresentationen.
I 1793 och 1795 års franska författningar benämnes representationen le corps législatif, men i 1799 års författning användes denna benämning endast om en av representationens avdelningar. I 1852 års författning, under Napoleon III, kallades den folkvalda avdelningen av representationen lagstiftande kåren. Den andra, senaten, utsågs av regeringen.